# Кулаков, Владимир Аркадьевич
Владимир Аркадьевич Кулаков (род. 1965) — российский актёр.

## Биография
Владимир Кулаков родился 3 августа 1965 года в Ухте, Республика Коми.
Обучался в Архангельском областном училище культуры на актёрском курсе. С 1994 года — один из ведущих актёров Архангельского театра драмы имени М. В. Ломоносова. В 2003 году сыграл одну из главных ролей в фильме «Бабуся».

## Спектакли
- «Утиная охота»
- «Вишнёвый сад»
- «Давным-давно»
- «Чудеса пренебрежения»
- «Ричард III»
- «Госпожа министерша»
- «Дама с камелиями»
- «Очень простая история»
- «Поздняя любовь»[1]

## Фильмография
- 2003 — Бабуся — Витя